# Mastixis
Mastixis  (лат.) — род чешуекрылых из подсемейства совок-пядениц. 

## Описание
Щупики у самцов приподняты и достигают груди. Третий членик щупиков с блинным пучком щетинок на внутренней стороне. Усики реснитчатые. Голени передних ног с длинным отростком. Передний край передних крыльев выпуклый, наружный край скошенный.

## Систематика
В составе рода включают следующие виды:
- Mastixis absinthes (Druce, 1891)
- Mastixis aeneas Schaus, 1916
- Mastixis albilimbata Dognin, 1914
- Mastixis angitia (Druce, 1891)
- Mastixis anthores (Druce, 1891)
- Mastixis aonia (Druce, 1891)
- Mastixis aspisalis  (Walker, 1859)
- Mastixis castronalis Schaus, 1916
- Mastixis chloe Schaus, 1913
- Mastixis comptulalis (Guenée, 1854)
- Mastixis dukinfieldi Schaus, 1916
- Mastixis galealis (Felder & Rogenhofer, 1874)
- Mastixis hippocoon Schaus, 1916
- Mastixis hyades Dognin, 1914
- Mastixis infuscata Dognin, 1914
- Mastixis languida Dognin, 1914
- Mastixis lineata (Schaus, 1906)
- Mastixis lysaniax (Druce, 1891)
- Mastixis macedo (Druce, 1891)
- Mastixis plumalis (Felder & Rogenhofer, 1874)
- Mastixis rilmela Dyar, [1927]
- Mastixis staelmusalis (Walker, 1859)
- Mastixis tessellata (Druce, 1891)
- Mastixis turrialbensis Schaus, 1913

## Распространение
Представители рода встречаются в Южной Америке, Центральной Америке и Мексике.